# Вашкевич, Аркадий Прокофьевич
Аркадий Прокофьевич Вашкевич (бел. Аркадзь Пракопавіч Вашкевіч; 12 декабря 1930, п. Тересполь, Слуцкий район — 5 сентября 2001) — звеньевой колхоза имени Энгельса Слуцкого района Минской области, Белорусская ССР. Герой Социалистического Труда (1973).

## Биография
Окончил курсы трактористов в школе механизации сельского хозяйства в деревне Положевичи (сегодня — Слуцкий государственный сельскохозяйственный профессиональный лицей). С 1958 года — тракторист колхоза имени Энгельса Слуцкого района.
Указом Президиума Верховного Совета СССР от 12 декабря 1973 года за успешное выполнение обязательств по увеличению производства и продаже государству сельскохозяйственных продуктов удостоен звания Героя Социалистического Труда с вручением ордена Ленина и золотой медали «Серп и Молот».
Награждён двумя орденами Ленина и медалями.